# Fonction de Bickley-Naylor
La fonction de Bickley-Naylor est une fonction de type exponentielle intégrale utilisée dans les problèmes de transfert radiatif utilisant une transformation de Laplace. Elle a été introduite par William G. Bickley et V. D. Naylor.

## Définition

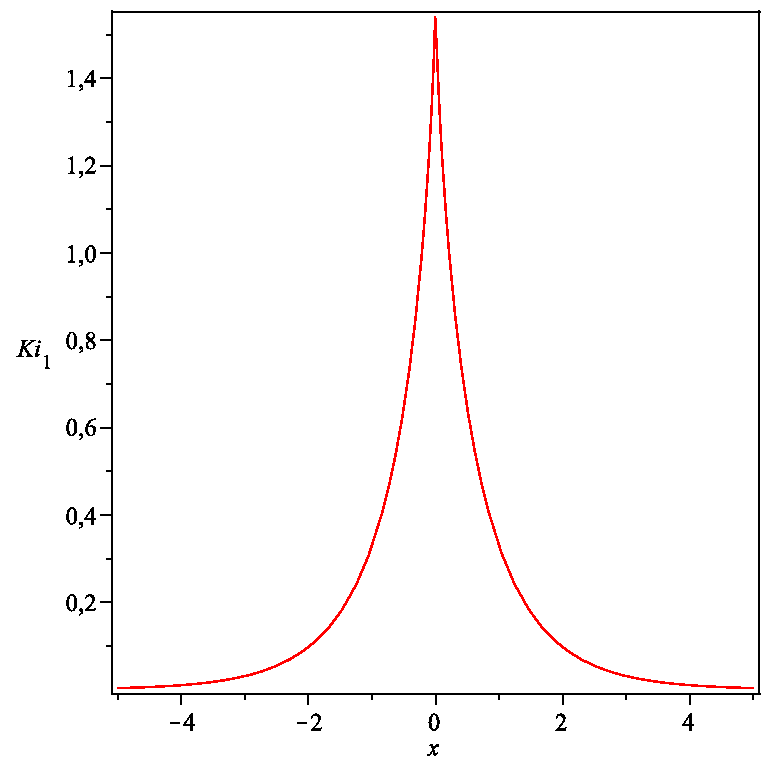
Fonction Ki_{1} de Bickley-Naylor.

La fonction de Bickley-Naylor d'ordre n est définie par
{\displaystyle \mathrm {Ki} _{n}(x)=\int _{0}^{\frac {\pi }{2}}\mathrm {e} ^{-{\frac {x}{\sin \theta }}}\sin ^{n-1}\theta \,\mathrm {d} \theta }
Cette fonction est reliée à la fonction G de Meijer (en) associée à la transformation de Mellin.

### Définitions alternatives
Les formes suivantes donnent la même fonction :
{\displaystyle \mathrm {Ki} _{n}(x)=\int _{0}^{\frac {\pi }{2}}\mathrm {e} ^{-{\frac {x}{\cos \theta }}}\cos ^{n-1}\theta \,\mathrm {d} \theta }
{\displaystyle \mathrm {Ki} _{n}(x)=\int _{0}^{+\infty }{\frac {\mathrm {e} ^{-x\cosh t}}{\cosh ^{n-1}t}}\,\mathrm {d} t}
{\displaystyle \mathrm {Ki} _{n}(x)=\int _{1}^{+\infty }{\frac {\mathrm {e} ^{-xt}}{t^{n}{\sqrt {t^{2}-1}}}}\,\mathrm {d} t}
{\displaystyle \mathrm {Ki} _{n}(x)={\frac {1}{(n-1)!}}\int _{x}^{+\infty }(x-t)^{n-1}K_{0}(t)\,\mathrm {d} t}
{\displaystyle \mathrm {Ki} _{n}(x)={\frac {x^{n}}{(n-1)!}}\int _{1}^{+\infty }(x-1)^{n-1}K_{0}(xt)\,\mathrm {d} t}
Dans les deux dernières définitions, K0(t) désigne la fonction de Bessel modifiée d'ordre 0. On en déduit que Ki0 = K0.

## Développement en série
On connait le développement en série entière des deux premières fonctions de Bickley-Naylor :
{\displaystyle \operatorname {Ki} _{1}(x)={\frac {\pi }{2}}+x\left(\gamma +\ln \left({\frac {x}{2}}\right)\right)\sum _{k=0}^{\infty }{\frac {(x^{2}/4)^{k}}{(k!)^{2}(2k+1)}}-x\sum _{k=0}^{\infty }{\frac {(x^{2}/4)^{k}}{(k!)^{2}(2k+1)^{2}}}-x\sum _{k=1}^{\infty }{\frac {(x^{2}/4)^{k}H_{k}}{(k!)^{2}(2k+1)}}}
{\displaystyle \operatorname {Ki} _{2}(x)=1-{\frac {\pi }{2}}x-{\frac {x^{2}}{2}}\left(\gamma +\ln \left({\frac {x}{2}}\right)\right)\sum _{k=0}^{\infty }{\frac {(x^{2}/4)^{k}}{k!(k+1)!(2k+1)}}+{\frac {x^{2}}{4}}\sum _{k=0}^{\infty }{\frac {(4k+3)(x^{2}/4)^{k}}{k!(k+1)!(2k+1)^{2}}}+{\frac {x^{2}}{2}}\sum _{k=1}^{\infty }{\frac {(x^{2}/4)^{k}H_{k}}{k!(k+1)!(2k+1)}}}
avec γ est la constante d'Euler-Mascheroni et Hk est le ke nombre harmonique.

## Relations de récurrence
Récurrence
Les fonctions de Bickley-Naylor vérifient la relation de récurrence:
{\displaystyle n\operatorname {Ki} _{n+1}(x)=(n-1)\operatorname {Ki} _{n-1}(x)-x\operatorname {Ki} _{n}(x)+x\operatorname {Ki} _{n-2}(x),~~~~~n\geq 2}
avec {\displaystyle \operatorname {Ki} _{0}(x)=\operatorname {K} _{0}(x)}.
Différentiation
Par dérivation, on trouve que, pour tout n :
{\displaystyle {\frac {\mathrm {d} }{\mathrm {d} x}}\operatorname {Ki} _{n+1}(x)=-\operatorname {Ki} _{n}(x)}
dont on déduit
{\displaystyle \forall n\in \mathbb {N} ,\ {\frac {\mathrm {d} ^{n}}{\mathrm {d} x^{n}}}\operatorname {Ki} _{n}(x)=(-1)^{n}\operatorname {K} _{0}(x)}

## Développement asymptotique
Les fonctions de Bickley-Naylor ont pour développement asymptotique
{\displaystyle \operatorname {Ki} _{n}(x)\approx {\sqrt {\frac {\pi }{2x}}}\mathrm {e} ^{-x}\left\{1-{\frac {(1+4n)}{8x}}+{\frac {3(3+24n+16n^{2})}{2!(8x)^{2}}}\right\}}